# Трубецкой, Василий Андреевич
Князь Васи́лий Андре́евич Трубецко́й (ум. 9 мая 1561) — наместник, голова и воевода во времена правления Ивана IV Васильевича Грозного.

## Биография
Из княжеского рода Трубецких. Сын князя Андрея Ивановича Трубецкого. Имел братьев: Михаила Андреевича и Никиту Андреевича.
В 1536—1538 годах первый воевода «за городом» в Рязани. В 1539 году голова в Большом полку в Коломне. В 1541 году первый воевода в Рязани, ходил в сход с другими воеводами на берег Оки, от которой в августе отбили нападение крымцев, откуда вновь возвратился в Рязань. В 1544 году первый воевода в Сторожевом полку в Коломне. В 1547 году второй воевода в Калуге. В 1548 году первый воевода в Туле. В 1549 году, во время похода на шведов, второй голова в Государевом полку, в подчинении 167 детей боярских. Упомянут в Дворовой тетради 1550 года в чине служилого князя. В мае 1550 года командовал полком правой руки в Калуге. В ноябре 1553 года на свадьбе Симеона Касаевича находился среди участников свадебного поезда. В мае 1554 года командовал Сторожевым полком в Калуге. В 1555 году воевода Большого полка в Калуге. В 1557 году воевода в Трубчевске. В 1558—1559 годах наместник в Брянске.
Умер 9 мая 1561 года и похоронен в Троицком соборе города Трубчевск.
Сын — Андрей Васильевич (ум. после 1618), рында, голова и воевода.